# Monroe-Lamarr
Monroe-Lamarr (inicialment anomenada Still Life (Monroe-Lamarr), Natura Morta (Monroe-Lamarr) en català) és una obra de teatre de Carles Batlle, estrenada a la Sala Tallers del Teatre Nacional de Catalunya l'any 2020. L'obra consisteix en una hipotètica trobada entre les actrius Marilyn Monroe i Hedy Lamarr en plena Guerra Freda.
Monroe-Lamarr va ser un encàrrec del director del TNC Xavier Albertí a l'autor uns anys abans de ser estrenada, sota la direcció de Sergi Belbel. L'obra va ser estrenada en plena reobertura dels teatres en el context de la pandèmia per COVID-19 i va comptar amb Elisabet Casanovas (Monroe) i Laura Conejero (Lamarr) com a protagonistes. David Vert i Eloi Sànchez van complementar el repartiment interpretant el periodista William J. Weatherby i el jove Anthony (Tony) Loder, fill de Lamarr, respectivament.
L'obra va obtenir el IV Premi Frederic Roda a l’autoria teatral 2018 concedit per l’Agrupació Dramàtica de Barcelona i la Diputació de Barcelona.

## Argument
L'obra comença el 1997, quan Tony, el fill de Lamarr, recull el premi Pioneer per un invent que la seva mare va fer juntament amb el seu segon marit, el compositor George Antheil. Un salt temporal porta a la trobada entre el periodista Weatherby (que és, a més, biògraf de Monroe) i Lamarr l'any 1966, quan l'actriu era víctima d'un judici mediàtic per haver robat productes cosmètics d'uns grans magatzems. La resta de l'obra se centra en la trobada fícticia entre Monroe i Lamarr. En aquest encontre, conversen de diferents temes, principalment de la situació de les dones -i en particular de les actrius- en els anys 60, una època en què la societat estava dominada pels rols de gènere i les actrius eren usades com objectes. Els altres temes de què parlen les protagonistes estan relacionats amb la política (el nazisme, els Kennedy o el conflicte dels missils de Cuba) o amb l'art i la cultura en general.

## Crítica
En la crítica, hi va haver un cert consens que l'estrena havia estat freda, pel seu excés de referències cinèfiles i bibliogràfiques.
Del paper d'Elisabet Casanovas, es va dir que va actuar amb contenció en el paper d'una Marilyn Monroe decidida a llevar-se la vida, que físicament tenia molta retirada a l'actriu americana però també que potser era massa jove per al paper. Per altra banda, de Laura Conejero se'n va destacar el hieratisme i es va dir que en no ser tan conegut el seu personatge, l'espectador en descobria al llarg de l'obra totes les coses que n'ignorava.
Quant als actors secundaris, es va dir que resten protagonisme al tema principal de l'obra: el cara a cara entre les dues grans actrius.